# Nebria lyelli
Nebria lyelli är en skalbaggsart som beskrevs av Vandyke. Nebria lyelli ingår i släktet Nebria och familjen jordlöpare. Inga underarter finns listade i Catalogue of Life.